# 喬靖夫
喬靖夫（英語：Jozev Lau，1969年2月6日—），原名劉偉明，出生于香港，香港小說作家、流行曲作詞人及菲律賓魔杖教練，大多數作品皆以武俠及格鬥為主。在未用喬靖夫為筆名時，曾以雷義為筆名。亦曾因其作品《殺禪》推出十年才得以完結，被讀者冠以「喬年鑑」、「香港第一遲筆」之名。

## 背景
喬靖夫早年就讀德雅小學和長沙灣天主教英文中學。入讀後者時與填詞人周博賢為同屆中學同學。及後，喬靖夫畢業於香港城市大學翻譯系，先後涉足於新聞翻譯、電腦遊戲及編劇的工作，曾擔當《快報》翻譯員。他十五歲開始習空手道，達至啡帶級別。2009年開始學習菲律賓魔杖作器械搏擊。此前亦樂於為流行曲填詞，於2000年憑《深藍》一曲，奪得香港作曲家及作词家協會(CASH)最佳歌詞獎。後來在2014年2月，在寫小說及鍛鍊菲律賓魔杖之餘，自小迷上籃球的喬靖夫加入了由傳媒從業員組成的業餘籃球隊 「Mediators傳鬥士」，以球員身份參加集訓和比賽，近年偶爾亦會客串電視及電影幕前演出。

## 家庭生活
2011年3月下旬，喬靖夫與大學同學結婚。

## 創作

### 小說作品
《武道狂之詩》卷一【風從虎.雲從龍】及卷六【任俠天下】分別被列入第21及22屆「中學生好書龍虎榜」60本候選好書之一。另外同系列的卷六【任俠天下】、卷七【夜戰廬陵】、卷八【破門六劍】及卷十【狼行荊楚】亦在出版之門第355、369、370、389及426期榮登香港每周暢銷書榜首位。
- 藝林出版社 (1996年)
  - 《幻國之刃 : 超劍士殺人事件》
    - 港版一卷，ISBN 9626600233，臺灣版蓋亞文化分上下兩卷推出。

  - 《熾天使 : 巡迴處刑人》
    - ISBN 9626600306

  - 《吸血鬼獵人日誌》
    - 只出版一卷《悪魔斬殺陣》，ISBN 9626600276
- 鐵道館(1996年－2007年，2020年)
  - 《吸血鬼獵人日誌》
    - 全六卷，《華麗妖殺團》分前、後篇兩卷，臺灣版由蓋亞文化出版。共五卷，將香港版本《華麗妖殺團》前後兩卷合拼為一卷推出。

  - 《殺禪》
    - 全八卷，臺灣版由蓋亞文化出版。

  - 《熾天使 : 巡迴處刑人》ISBN 9628225154
  - 《誤宮大廈》
    - 全一卷，臺灣版由蓋亞文化出版。

  - 《東濱街道故事集》
    - 全一卷，臺灣版由蓋亞文化出版。
- 次文化堂有限公司(2012年)
  - 《詭異十二章》
    - ISBN 9789629922962
- 天行者出版社(2008年-2018年)
  - 《武道狂之詩》
    - 全書共二十一卷；臺灣版由蓋亞文化出版、中国大陸由人民大学出版社出版。

  - 《幻國之刃: 康哲夫傳奇.上》
    - ISBN 9881786673

  - 《幻國之刃: 康哲夫傳奇.下》
    - ISBN 9881786681

  - 《熾天使 : 康哲夫傳奇》
    - ISBN 988178669X

  - 《香港關機》
    - 全一卷，台灣版由蓋亞文化出版。
- 蓋亞文化
  - 《跑攻籃球Running 5ive》[上]
    - ISBN 9789628225262，2020年

  - 《跑攻籃球Running 5ive》[中]
    - ISBN 9786263840812，2024年

  - 《吸血鬼獵人日誌》再版
    - 全三冊，2025年

- 軒藝社
  - 《野性的邊界》
    - 無對白漫畫《蠻荒搖籃曲》外傳短篇小說，非賣品，2024年香港書展及香港動漫節免費派發

### 網上連載小說作品
- 1993年 《國士無雙》
- 2013年12月至2014年，喬靖夫與鞋商「Nike」合作，推出與籃球員高比拜仁有關的短篇小說系列，共九篇。Nike官方網頁刊載[5][6]
- 2019年10月，喬靖夫在網上平台Medium連載長篇籃球小說《跑攻籃球 RUNNING 5IVE》[7]

### 個人專欄
- 《匹夫之勇》都市日報（2010年1月15日 - 2019年4月24日）一星期一期刊載。[8][9]
- 《香港關機》《信報》（2010年9月 - 2011年3月）逢星期三連載。
- 《一夫當關》東方日報（2012年8月20日 - 2013年11月28日）逢星期一至四刊載。[10]
- 《也文也武》路訊網博客巡行（2012年10月5日 - 2014年4月16日）不定期刊載。[11]

### 漫畫原作
- 2005年，樂文社得到喬靖夫授權，以香港薄裝漫畫形式出版其作品《冥獸酷殺行》，故事一共十期，曹志豪主編，週刊，售價港幣十四元正。而《武道狂之詩》漫畫創刊號正式於2008年4月15日於香港及台灣同時推出，夢馬工作室製作，葉偉青主篇，袁建滔編劇，經由東立出版社出版，漫畫首三回故事曾在三月及四月份的《新少年週刊》雜誌連載。[12][13]漫畫版第一輯「武當野望篇」於2011年至2013年期間出版，在2011年獲得國內第八屆金龍獎最佳成人漫畫獎[14]
- 2012年9月7日，《武道狂之詩》少年版漫畫在內地漫畫雜誌《漫畫SHOW》第40期開始彩色連載，由金龍獎得主白驍執筆。喬靖夫與漫畫家江康泉合作，製作漫畫《獵魂之翼》，於2013年7月在漫畫雜誌《熱血少年》中連載。2015年《漫道Battle》連載 《香港關機》。

### 歌曲填詞作品
- 1998年：盧巧音〈同居角落〉、〈無人王國〉、〈快感飛行〉
- 1999年：盧巧音 / 張國璽〈La La La〉
- 2000年：盧巧音〈暖色〉、〈深藍〉、〈心藍〉、〈周日床上〉、〈夜燃燒〉、〈世界盡頭·冷酷異景〉
- 2000年：鄭秀文〈緊張〉
- 2001年：王菲〈光之翼〉
- 2001年：容祖兒〈沙堡壘〉
- 2001年：傅珮嘉〈感覺未來〉
- 2001年：陳冠希〈破壞王〉
- 2001年：盧巧音〈吶喊〉、〈一個人在途上〉、〈風鈴〉、〈女吸血鬼的情歌〉
- 2002年：盧巧音〈半日假期〉
- 2003年：盧巧音〈紙皮箱〉、〈花瓶〉
- 2003年：陳奕迅〈謊言〉、〈真相〉
- 2004年：盧巧音〈一年五季〉、〈溫室〉
- 2005年：陳奕迅〈早開的長途班〉（國）
- 2005年：盧巧音〈阿修羅樹海〉、〈步天歌〉、〈送魂經〉、〈阿修羅樹海〉（國）
- 2005年：謝安琪〈悟入歧途〉（周博賢合填）
- 2011年：何韻詩〈花辭〉（何秀萍合填）
- 2012年：C AllStar〈不知不覺已大個〉
- 2016年：鍾舒漫〈放開鏡頭〉

## 幕前演出
2008年喬靖夫為電影《十分鍾情》內其中一個故事《紙皮爸爸》擔當演員，飾演爸爸一角。
2010年，喬靖夫為香港電台電視節目《功夫傳奇》擔任第五集「太極」節目主持人。
2012年，喬靖夫再為香港電台電視節目《功夫傳奇II之再戰江湖》擔任第三集「威風八極」節目主持人。。
2013年12月，喬靖夫繼續為《功夫傳奇》電視系列第三輯《功夫傳奇之決戰邊疆》擔任第四集「勇闖天竺」節目主持人
2019年11月，喬靖夫再為香港電台《功夫傳奇》電視系列第四輯《功夫傳奇IV :再闖武林》擔任第三集「古武•道」及第五集「魔杖攻防」節目主持人
2024年喬靖夫為電影《九龍城寨之圍城》擔當演員，飾演善用肉刀，九龍城寨大排檔「阿七冰室」東主阿七。 並獲得第43屆香港電影金像獎最佳新演員提名。
2025年為電影《臨時決鬥》擔當演員，飾演計劃收購主角古天樂泰拳拳館的商人。

## 獎項
| # | 年份   | 頒獎典禮             | 獎項       | 影片               | 角色 | 结果 |
| - | ------ | -------------------- | ---------- | ------------------ | ---- | ---- |
| 1 | 2025年 | 第43屆香港電影金像獎 | 最佳新演員 | 《九龍城寨之圍城》 | 阿七 | 提名 |